# Sterzing
Sterzing (wł. Vipiteno) – miejscowość i gmina we Włoszech, w regionie Trydent-Górna Adyga, w prowincji Bolzano (Tyrol Południowy), położone nad rzeką Eisack (Isarco).
Liczba mieszkańców gminy wynosiła 6306 (dane z roku 2009). Język niemiecki jest językiem ojczystym dla 75,28%, włoski dla 24,29%, a ladyński dla 0,44% mieszkańców (2001).

## Zabytki
- Palazzo Comunale – gotycki pałac położony przy ulicy Via Citta Nuova 21. W pałacu eksponowane są zbiory renesansowej rzeźby i malarstwa.
- Museo Multscher  położonego przy Via della Commenda, znajdują się zbiory rzeźb bawarskiego snycerza Hansa Multschera, który przebywał tu w latach 1456-1458 pracując nad ołtarzem do miejscowego kościoła parafialnego.

## Miasto partnerskie
- Kitzbühel

## Ludzie urodzeni w Sterzing
- Jessica Malsiner, włoska skoczkini narciarska i kombinatorka norweska